# Idaea britanniae
Idaea britanniae är en fjärilsart som beskrevs av Müller 1936. Idaea britanniae ingår i släktet Idaea och familjen mätare. Inga underarter finns listade i Catalogue of Life.